# Давыдовка (Светлогорский район)
Давыдовка (бел. Давы́даўка; до 24 сентября 1926 года — Слобода Давыдовка) — деревня в Давыдовском сельсовете Светлогорского района Гомельской области Республики Беларусь.

## География

### Расположение
В 22 км на юго-запад от Светлогорска, 5 км от железнодорожной платформы Узнаж (на линии Жлобин — Калинковичи), 9 км от железнодорожной станции  Жердь, 135 км от Гомеля.

## Транспортная сеть
Автодорога связывает деревню со Светлогорском. Планировка состоит из короткой прямолинейной улицы, ориентированной с юго-запада на северо-восток, застройка двусторонняя, деревянная, усадебного типа.

## История
Обнаруженное археологами городище (в 3 км на северо-восток от деревни, в урочище Городинка) свидетельствует об освоении человеком этих мест с давних времён. Согласно письменным источникам известна с XIX века как селение в Карповичской волости Речицкого уезда Минской губернии. Основана в 1847 году как слобода. Согласно переписи 1897 года действовали 2 еврейские молитвенные школы, магазин, трактир.
С 20 августа 1935 года центр Давыдовского сельсовета Озаричского, с 25 июля 1931 года Паричского, с 12 февраля 1935 года Домановичского районов, Мозырского (с 26 июля 1930 года и с 21 июня 1935 года по 20 февраля 1938 года) округа, с 20 января 1960 года Паричского, с 29 июля 1961 года Светлогорского районов, с 20 февраля 1938 года Полесской, с 8 января 1954 года Гомельской областей.
До 24 сентября 1926 года известна под названием Слобода Давыдовка. В 1926 году к деревне присоединён посёлок Евтушковичская Рудня (бел. Яўтушкавіцкая Рудня), который упоминался в документах за 1850 год как деревня (7 дворов) Карповичской волости Речицкого уезда Минской губернии.
В 1930 году организован колхоз, работала портняжно-швейная мастерская. Во время Великой Отечественной войны 8 февраля 1942 года были убиты евреи — узники местного гетто (129 человек). Действовала подпольная группа. В боях за освобождение деревни и окрестности погибли 595 советских солдат 65-й армии (похоронены в братской могиле в центре деревни).
Согласно переписи 1959 года центр КСУП «Горки». Располагались средняя школа, библиотека, фельдшерско-акушерский пункт, аптека, отделение связи, магазин, детский сад.
В состав Давыдовского сельсовета входили (в настоящее время не существующие): до 1939 года хутора Великий Хутор, Доброе, Загребно, Избище, Крупица, Малый Хутор, Соболица, до 1962 года — посёлок Новый Быт.

## Население

### Численность
- 2004 год — 44 хозяйства, 68 жителей

### Динамика
- 1897 год — 68 дворов, 464 жителя (согласно переписи)
- 1959 год — 319 жителей (согласно переписи)
- 2004 год — 44 хозяйства, 68 жителей

## Достопримечательность

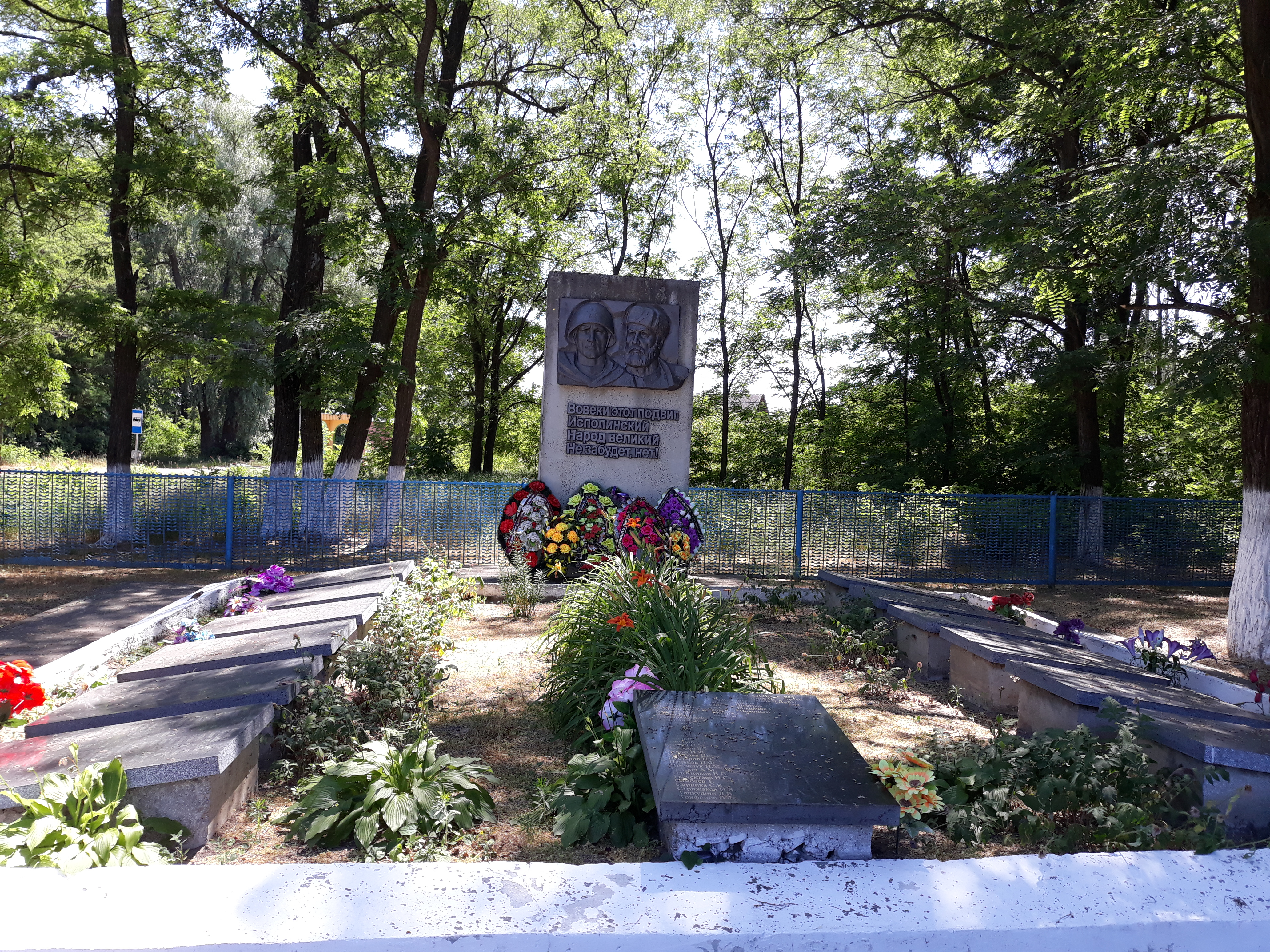
Братская могила

- Братская могила (1943—1944) —  Историко-культурная ценность Республики Беларусь, шифр 313Д000750
- Могила жертв фашизма (1942), 0,5 км от деревни —  Историко-культурная ценность Республики Беларусь, шифр 313Д000751
- Городище периода раннего железного века (1-е тыс. до н.э. — 1-е тыс. н.э.), 3 км от деревни, урочище Городинка —  Историко-культурная ценность Республики Беларусь, шифр 313В000752

## Известные уроженцы
- Александр Филиппович Навроцкий (12.2.1937 — 24.4.2012) — белорусский писатель